# Дедедаг
Дедедаг, Деде Даг или Деде (на гръцки: Αγιοβούνι, Агиовуни, до 1926 година Δεδέ Δάγ, Деде Даг) е бивше село в Гърция, разположено на територията на дем Места (Нестос), административна област Източна Македония и Тракия.

## География
Дедедаг е било разположено в югозападния дял на Урвил Кестени, северно от Петропиги (Кая бунар).

## История

### В Османската империя
В XIX век Дедедаг е село в Саръшабанска каза на Османската империя. На австро-унгарската военна карта е отбелязано като Дедедаги (Dededagi). Съгласно статистиката на Васил Кънчов („Македония. Етнография и статистика“) към 1900 година Деде Дагъ е турско селище и в него живеят 160 турци.

### В Гърция
В 1913 година селото попада в Гърция след Междусъюзническата война. През 20-те години турското му население се изселва по споразумението за обмен на население между Гърция и Турция след Лозанския мир и на негово място са заселени гърци бежанци, които обаче скоро го напускат.
| Година    | 1913 | 1920 | 1928 | 1940 | 1951 | 1961 | 1971 | 1981 | 1991 | 2001 | 2011 | 2021 |
| --------- | ---- | ---- | ---- | ---- | ---- | ---- | ---- | ---- | ---- | ---- | ---- | ---- |
| Население | 121  | 79   |      |      |      |      |      |      |      |      |      |      |